# John Xantus de Vesey
John Xantus de Vesey, pseudonimo di János Xántus (Csokonyavisonta, 5 ottobre 1825 – Budapest, 13 dicembre 1894), è stato un etnologo, naturalista e zoologo ungherese.

## Biografia
Nato a Csokonyavisonta, nel comitato di Somogy, studiò giurisprudenza e poi si arruolò nell'esercito di volontari per la rivoluzione ungherese del 1848, ma dopo la sconfitta di quest'ultimo fu esiliato a Praga.
Nel 1850 fuggì negli Stati Uniti e si arruolò nella US Army, prestando servizio come infermiere a Fort Riley, in Kansas, tra il 1855 e il 1857, e a Fort Tejon, in California, tra il 1857 e il 1859. In questo periodo conobbe l'ornitologo Spencer Fullerton Baird, con cui mantenne una nutrita corrispondenza conservata dallo Smithsonian Institution.
Fu incaricato come osservatore delle maree nel National Geodetic Survey di Cabo San Lucas nel 1861 e infine fu nominato console degli Stati Uniti presso il Messico a Manzanillo nel 1862.
Nel 1864 fece ritorno in Ungheria dove diresse lo Zoo e Giardino botanico di Budapest e mantenne la posizione di curatore dell'etnografia presso il Museo nazionale ungherese.

## Eponimia

### Animali
- Colibrì di Xantus (Basilinna xantusii)
- Halichoeres xanti
- Labrisomus xanti
- Phyllodactylus xanti
- Portunus xantusii
- Umbrina xanti
- Urietta di Xantus (Synthliboramphus hypoleucus)
- Xantusiidae

### Piante
- Chaenactis xantiana
- Chorizanthe xanti
- Clarkia xantiana
- Euphorbia xanti
- Mimosa xanti
- Polygala xanti
- Solanum xanti